# Lussbach
Lussbach är ett vattendrag i Österrike.   Det ligger i förbundslandet Tyrolen, i den västra delen av landet, 400 km väster om huvudstaden Wien.
I omgivningarna runt Lussbach växer i huvudsak blandskog. Runt Lussbach är det ganska glesbefolkat, med 26 invånare per kvadratkilometer.